# Myrmarachne melanotarsa
Myrmarachne melanotarsa är en spindelart som beskrevs av Wesolowska, Salm 2002. Myrmarachne melanotarsa ingår i släktet Myrmarachne och familjen hoppspindlar. Inga underarter finns listade i Catalogue of Life.